# پروخوروفکا (استان بلگورود)
پروخوروفکا (روسی: Про́хоровка؛ IPA: [ˈproxərəfkə]) یک شهرک در بخش پروخوروفسکی استان بلگورود کشور روسیه است.